# Procession de la Madone de Trapani

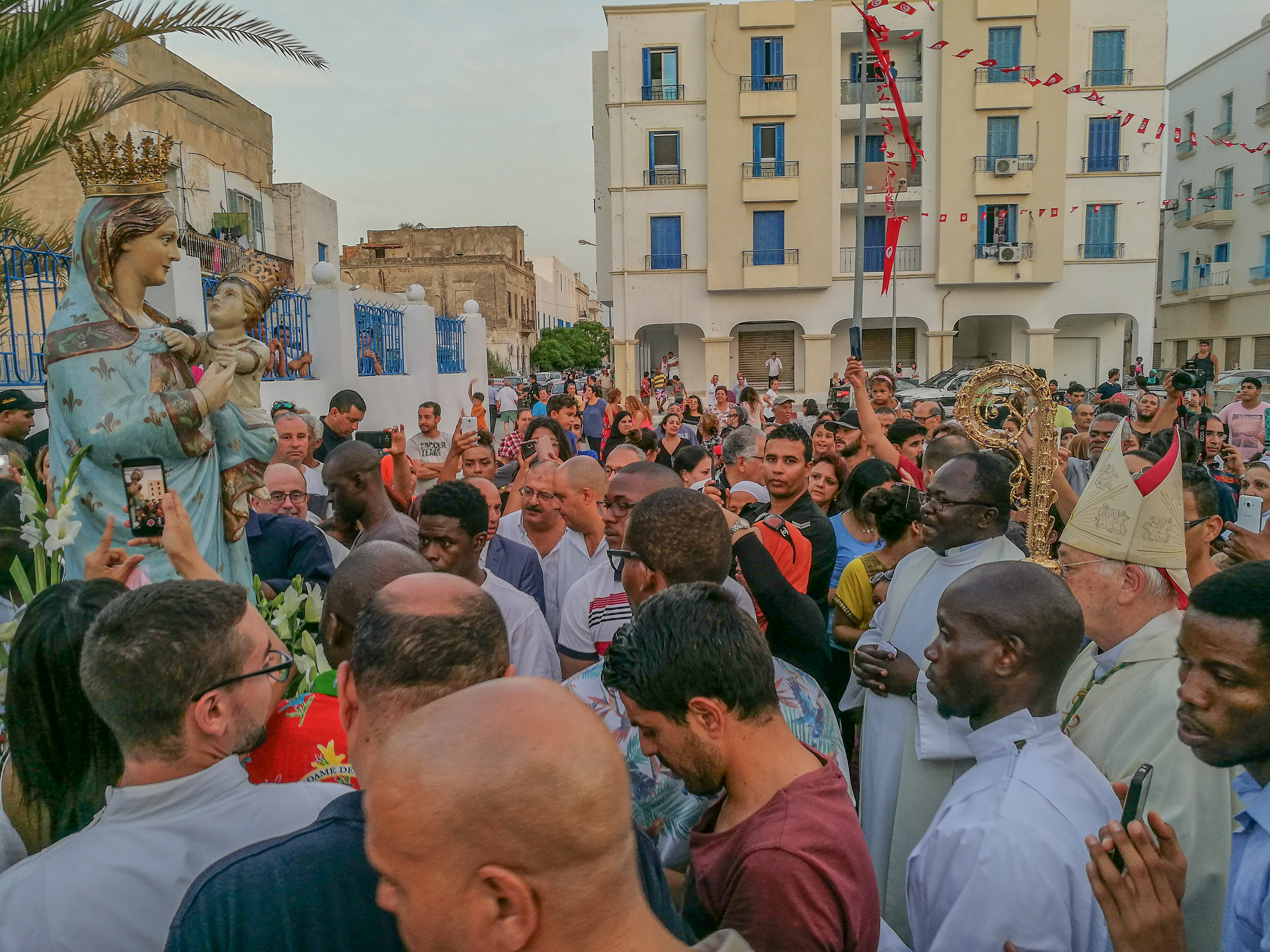
Procession de la Madone de Trapani à La Goulette en 2017.

La procession de la Madone de Trapani est une fête traditionnelle que la communauté chrétienne en Tunisie célèbre le 15 août de chaque année à l'église Saint-Augustin et Saint-Fidèle de La Goulette.

## Contexte
Selon la croyance catholique et orthodoxe, la Vierge Marie, mère de Jésus, n'est pas morte mais est plutôt montée au ciel de son vivant ou est entrée directement dans la gloire de Dieu (ce qu'on traduirait communément par « montée au ciel »). Selon la croyance, l'Assomption a eu lieu à Éphèse, dans la maison de l'apôtre Jean, l'actuelle Maison de la Vierge Marie.
Partout dans le monde, et depuis des siècles, les chrétiens célèbrent annuellement l'Assomption, le 15 août, date de la consécration à Jérusalem de la première église dédiée à Marie au Ve siècle, après le concile d'Éphèse (431).

## Célébration

### Histoire
La Madone de Trapani est la protectrice de la ville italienne de Trapani en Sicile. Elle est vénérée par la communauté italienne et sicilienne de La Goulette à partir de son installation au XVIe siècle. En 1848, une église est construite à la suite d'un don de terrain de la part d'Ahmed Ier Bey. L'édifice est initialement dédié à saint Fidèle, patron de Fidèle Sutter, vicaire apostolique de Tunis de 1844 à 1881. Toutefois, et devant la diversité de la communauté chrétienne locale, l'espace est partagé et chacune des trois chapelles est consacrée à une Vierge Marie : Notre-Dame-de-Lourdes, Notre-Dame du Mont-Carmel et Notre-Dame de Trapani pour les Français, les Maltais et les Italiens.

### Festivités
L'ampleur de la fête change avant et après l'indépendance de la Tunisie. Selon les archives de l'Église catholique, la célébration atteint son apogée en 1909. La célébration commence par la sortie de la Madone de l'église sur les épaules des croyants, qui la font traverser les rues de La Goulette en marchant jusqu'à Tunis, le tout accompagné par une troupe musicale. Certaines personnes suivent cette procession pieds nus, pour accomplir un vœu. Ceci est suivi par des jeux d'artifices et un concert sur la place Ahmed Bey à La Goulette. Selon la culture populaire, les prostituées de la ville venaient le soir, accompagnées de leurs souteneurs, pour se prosterner aux pieds de la croix, accomplissant ainsi le rite dit de la Madeleine.
Les festivités se passent simultanément à Trapani de la même façon, mais ce qui distingue la version tunisienne est la diversité des participants qui, en plus des chrétiens, comportent aussi des musulmans et des juifs à Tunis. Ces derniers assistent même à la messe à l'intérieur de l'église.

Le père blanc François Dornier décrit cette procession de la façon suivante : 

« La procession de N.D. de Trapani, à la Goulette, n'est pas une procession où l'on marche en rangs, chantant des cantiques ou récitant le chapelet. La Vierge est sur un brancard porté par une douzaine d'hommes qui se relaient et, tout autour de la Vierge, une foule bigarrée est là, voulant toucher la statue, qui avec un mouchoir, qui de la main. C'était la manifestation de sympathie interconfessionnelle des familles musulmanes et juives qui, le matin, faisaient porter des cierges à l'église, et de ces femmes non chrétiennes s'habillant de neuf ce jour-là et saluant la madone au passage, par des joyeux you-you. »

La tradition de la procession est abandonnée à partir des années 1960, en raison de la diminution du nombre de chrétiens habitant à La Goulette, et jusqu'en 2017, lorsque la célébration reprend après la messe, mais d'une façon moins visible, dans la cour intérieure de l'église.

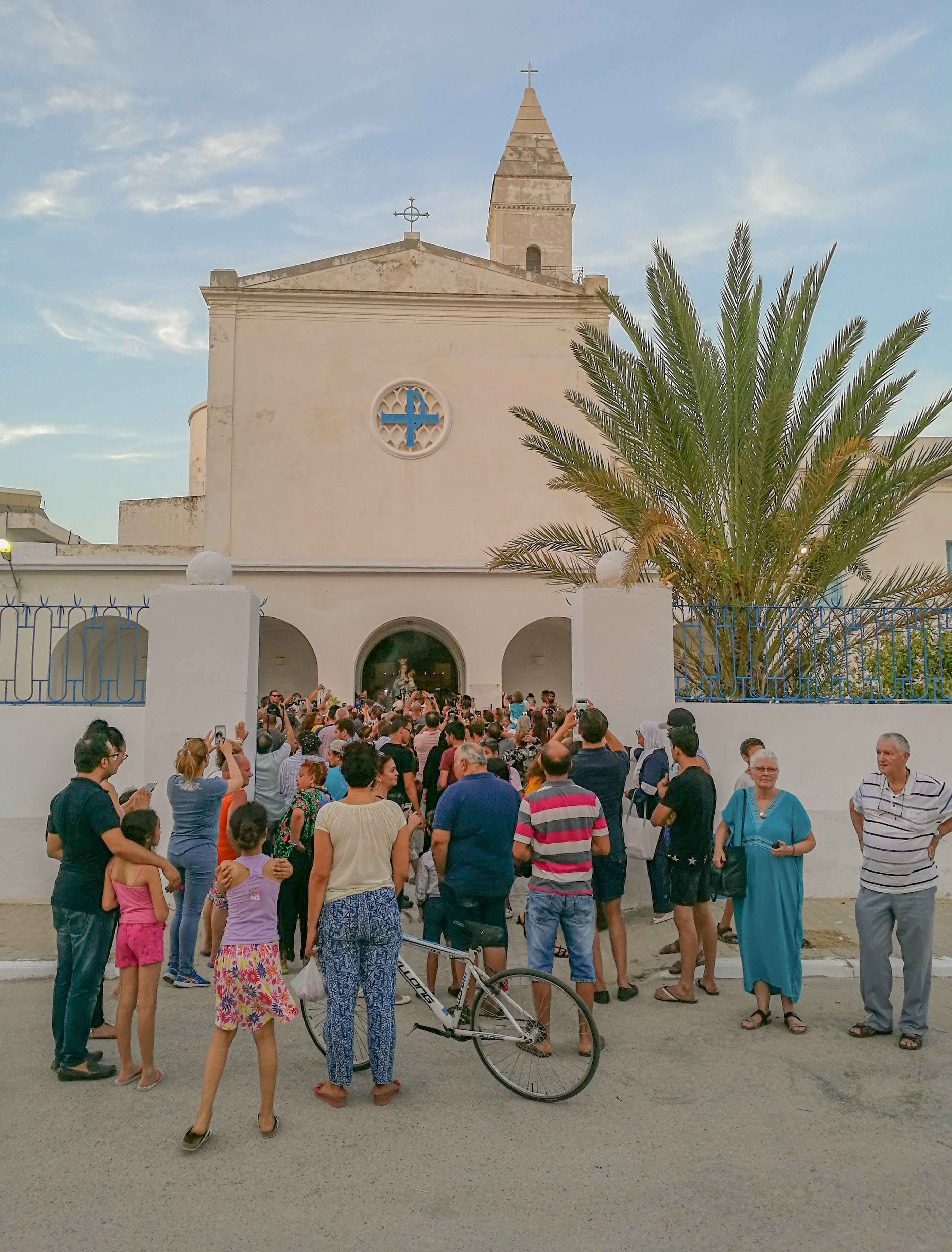
Célébration devant l'église en 2017.
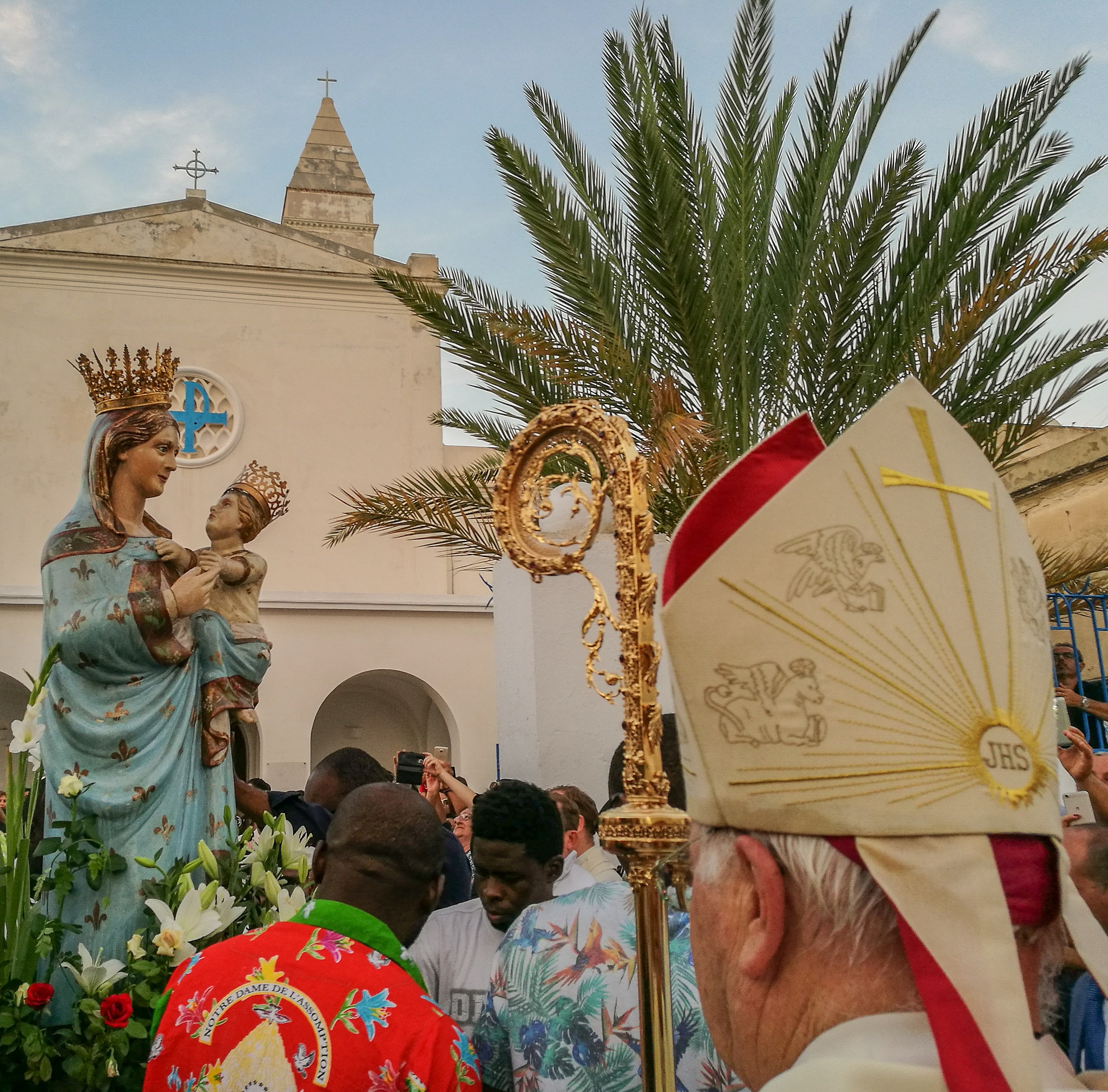
Madone de Trapani sortant de l'église.
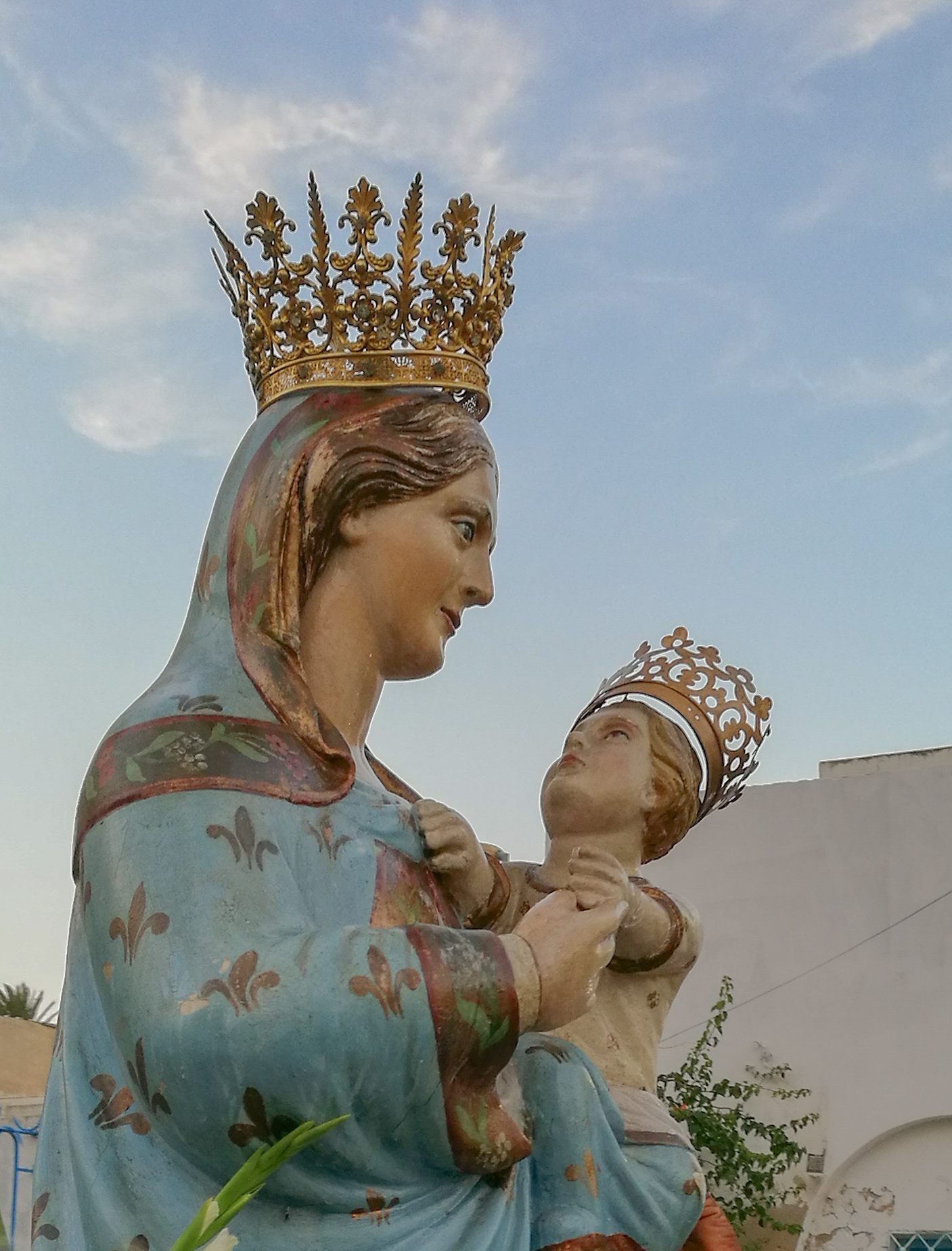
Détails de la Madone de Trapani.

## Représentations culturelles
La procession de la Madone de Trapani est représentée dans la dernière scène du film Un été à La Goulette de Férid Boughedir.